# Hyla femoralis
Hyla femoralis là một loài ếch thuộc họ Nhái bén.
Đây là loài đặc hữu của Hoa Kỳ.
Môi trường sống tự nhiên của chúng là rừng ôn đới, đầm nước, hồ nước ngọt có nước theo mùa, và đầm nước ngọt có nước theo mùa.